# Grão-Ducado de Cracóvia
O Grão-Ducado de Cracóvia (em alemão:  Großherzogtum Krakau, em polonês/polaco:  Wielkie Księstwo Krakowskie) foi criado após a incorporação da Cidade Livre de Cracóvia no Império Austríaco em 16 de novembro de 1846. O título Grão-Duque de Cracóvia era apenas um dos muitos que o Imperador da Áustria usou entre 1846 e 1918.

## História
O território da Cidade Livre de Cracóvia, que restara do Ducado de Varsóvia, fora feito um protetorado, mas funcionava de forma independente e, tal como estabelecido no Congresso de Viena (1815), estava sob proteção conjunta do Reino da Prússia, Império Austríaco e Império Russo até que, na sequência da falhada revolta de Cracóvia. Foi anexado pelo Império Austríaco em 1846.
Ao mesmo tempo o nome oficial da entidade administrativa austríaca que incluía aproximadamente a Galícia, e algumas áreas a ocidente, foi denominada Reino da Galícia e Lodoméria, e o Grão-Ducado de Cracóvia com os Ducados de Auschwitz e Zator.
Estas quatro entidades (Reino da Galícia e Lodoméria, Grão-Ducado de Cracóvia, Ducado de Auschwitz e Ducado de Zator) eram formalmente separadas, sendo todas elas listadas nos títulos do Imperador da Áustria e, cada uma, tinha o seu respetivo brasão de armas e bandeira. No entanto, para fins administrativos, formavam uma única província.
O grão-ducado tinha o seu próprio governo local, a “Comissão Governativa” (em polonês/polaco:  Komisja Gubernialna).

## Lista dos grão-duques de Cracóvia
- Fernando I - o mesmo que Fernando I da Áustria, 1846 - 1848
- Francisco José I - o mesmo que Francisco José I da Áustria, 1848-1916
- Carlos I - o mesmo que Carlos I da Áustria, 1916-1918